# Linaria vulgaris
Linaria vulgaris, o linaria, es una especie de planta  de flores de la familia de las escrofulariáceas.

## Distribución y hábitat
Es natural de Europa, en España se encuentra en los Pirineos, aunque se ha naturalizado en Norteamérica, crece en terrenos secos y áridos, bordes de caminos y prados, preferentemente en terrenos calcáreos, arenosos y con gravas.

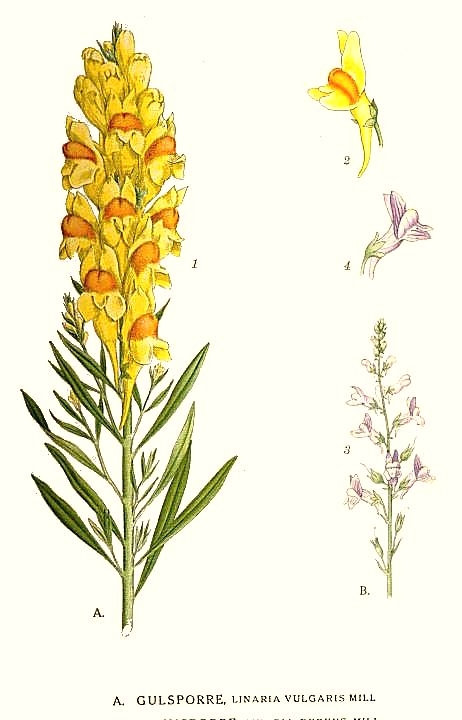
Ilustración

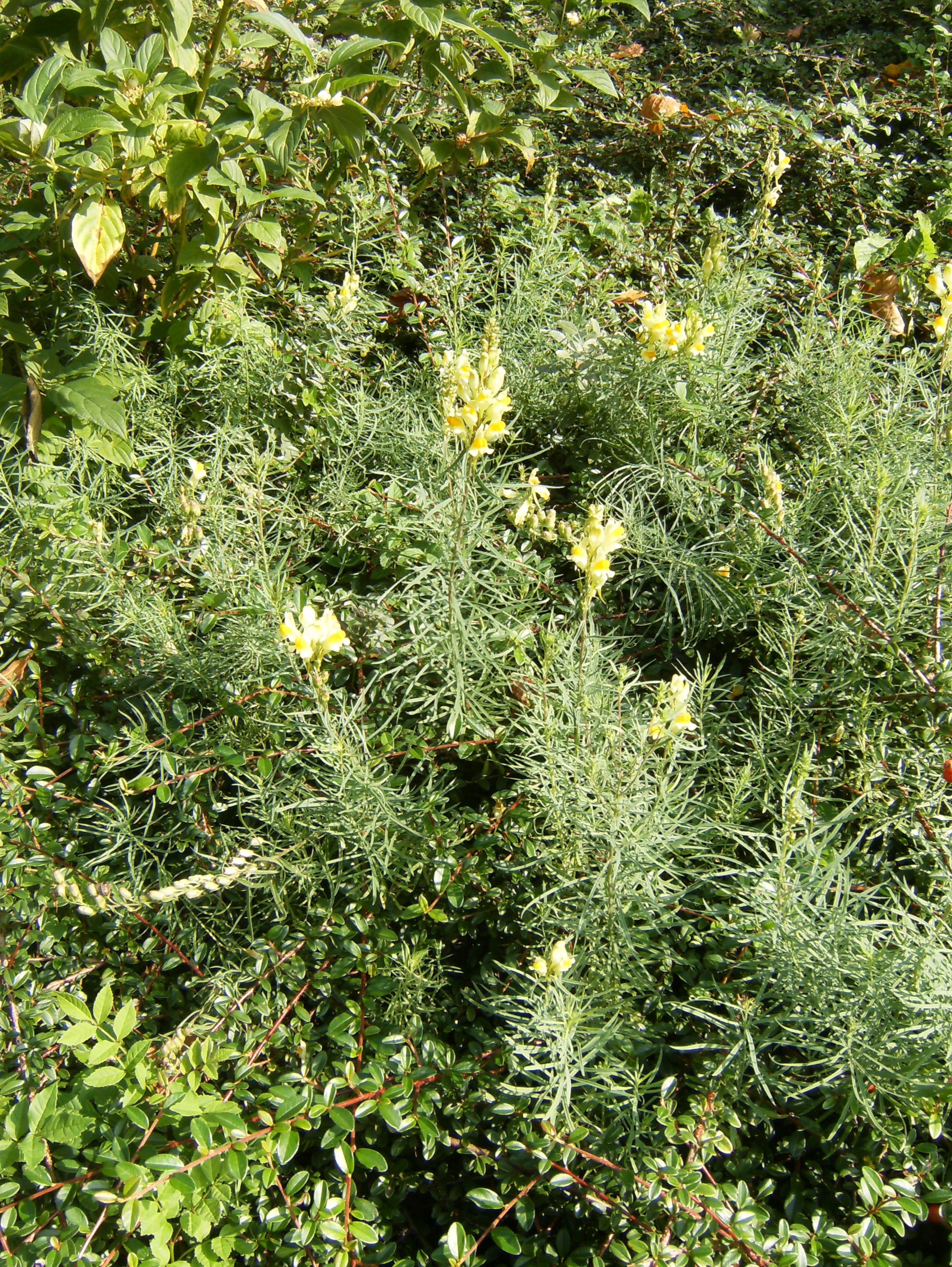
Vista de la planta

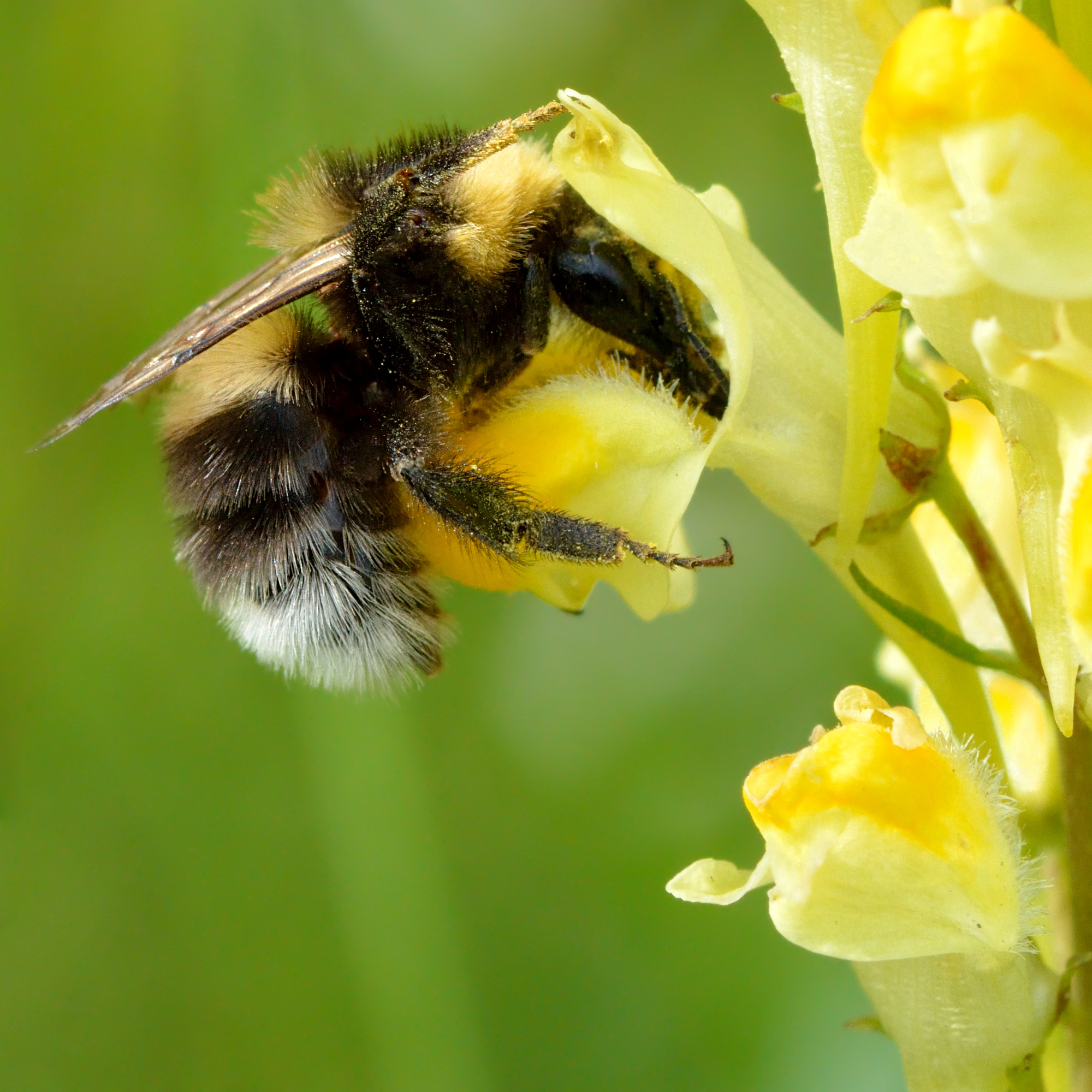

## Características

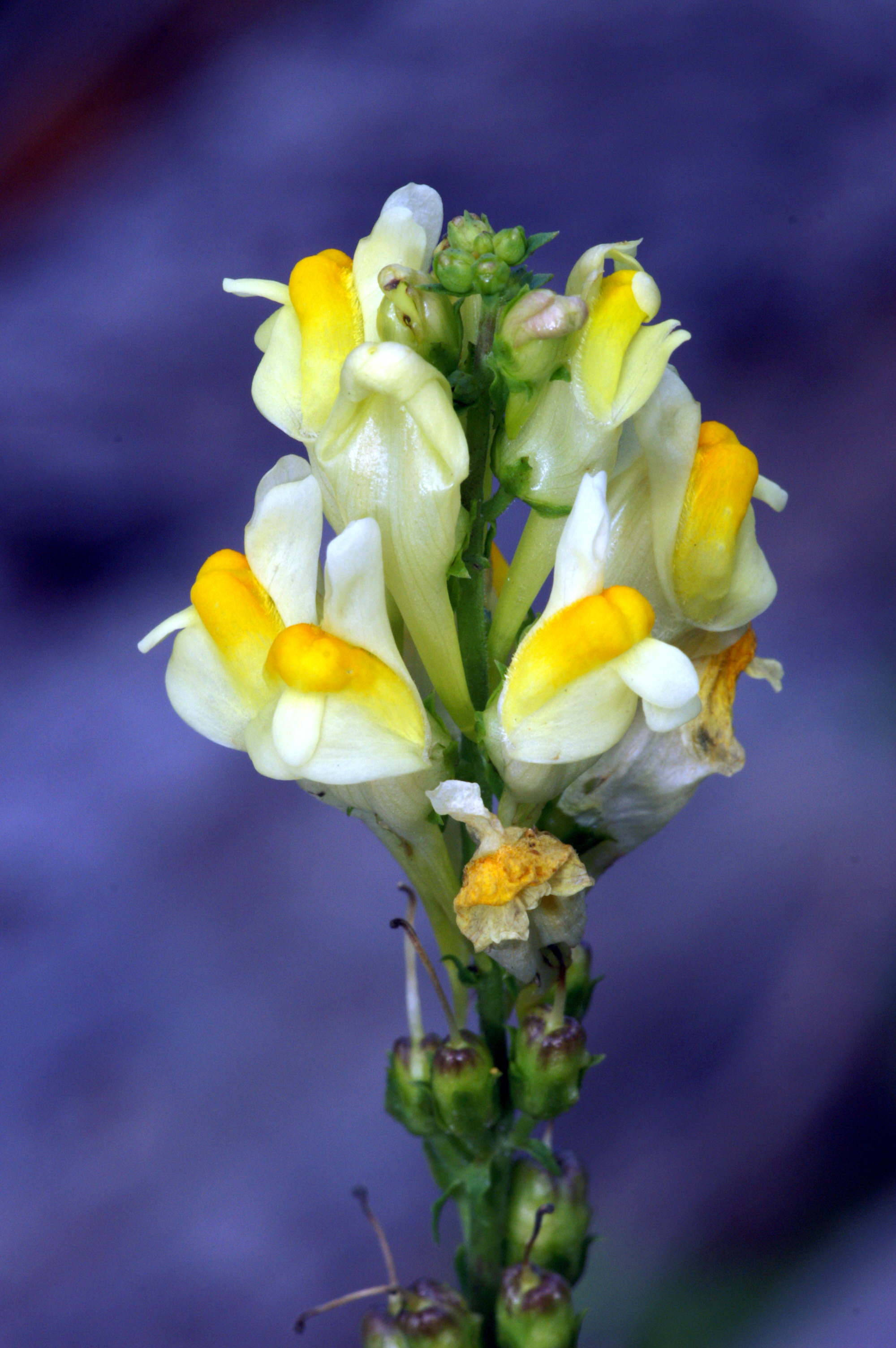
Vista de la flor

Es una planta herbácea perenne que alcanza los 25-60 cm de altura. Tiene  una raíz leñosa y perenne. Los tallos son erectos, poco ramificados. Las hojas son de color verde claro con tonos azulados, glaucas, lineales, sésiles y alternas. Sus flores son de color amarillo con paladar anaranjado y se producen en largos racimos o espigas terminales, tienen una corola bilabiada de 3 cm de diámetro. Las flores se encuentran cerradas hasta que un insecto de gran tamaño la fuerza y la abre, por lo cual sólo liban de ella ciertas abejas y los abejorros. El fruto es una cápsula seca con semillas aplanadas con alas para dispersarse a distancia de la planta madre.

## Propiedades
- Se utiliza como purgante, depurativo y diurético.
- Oficinal en la antigüedad se le llamaba Herba Linariae.

## Taxonomía
Linaria vulgaris fue descrita por Philip Miller y publicado en The Gardeners Dictionary:... eighth edition Linaria no. 1. 1768.
Variedades
- Linaria vulgaris subsp. arenosa Tzvelev
- Linaria vulgaris subsp. sinensis (Debeaux) D.Y. Hong

Sinonimia
- Antirrhinum commune Lam.
- Antirrhinum genistifolium Lapeyr.
- Antirrhinum glandulosum Lej.
- Antirrhinum linaria L.
- Antirrhinum linaria var. peloria With.
- Antirrhinum linarioides L.
- Antirrhinum ochroleucum Salisb.
- Linaria linaria (L.) H.Karst.
- Linaria vulgaris var. communis Krylov
- Linaria vulgaris f. peloria (With.) Rouleau
- Linaria vulgaris f. vulgaris
- Peloria linaria (L.) Raf.[2]

## Nombres comunes
- Castellano: becerra, linaria (3), linaria común (3), lino montesino (2), osyride, pajarita (3), pajaritas.(el número entre paréntesis indica las especies que tienen el mismo nombre en España)[3]